# شامل خان
شامل خان هو ممثل باكستاني، ولد في 14 مارس 1978 في باكستان.

## وصلات خارجية
- شامل خان على موقع IMDb (الإنجليزية)
- شامل خان على موقع قاعدة بيانات الفيلم (الإنجليزية)